# Barrackpur Cantonment
Barrackpur Cantonment é uma cidade no distrito de North Twentyfour Parganas, no estado indiano de Bengala Ocidental.

## Demografia
Segundo o censo de 2001, Barrackpur Cantonment tinha uma população de 22 014 habitantes. Os indivíduos do sexo masculino constituem 55% da população e os do sexo feminino 45%. Barrackpur Cantonment tem uma taxa de literacia de 80%, superior à média nacional de 59,5%; com 59% para o sexo masculino e 41% para o sexo feminino. 9% da população está abaixo dos 6 anos de idade.